# Secusio griseipennis
Secusio griseipennis är en fjärilsart som beskrevs av George Francis Hampson 1911. Secusio griseipennis ingår i släktet Secusio och familjen björnspinnare. Inga underarter finns listade.